# Хидетоши Наката
Хидетоши Наката (на японски 中田 英寿) е японски футболист-национал, халф. Висок 1,75 cm. Има голям принос за развитието на японския и изобщо азиатския футбол. Участва на три световни първенства (1998, 2002 и 2006).

## Биография
Роден е на 22 януари 1977 г. в град Яманаши. Юноша е на местния отбор Белмаре Хирацука (85 мача, 16 гола). Мениджърът му Колин Гардън го завежда в Италия през лятото на 1998 г., където Наката преминава в Перуджа. През 2000 г. заминава за Рим, където помага на Рома да спечели скудетото. През 2001 г. е продаден на ФК Парма, където играе два сезона и половина.
През 2004 г. отива да играе в ФК Болоня, където остава до края на сезон 2003/04. През следващия сезон играе за Фиорентина, а през август 2005 г. е даден под наем на английския Болтън. Първият му мач за англичаните съвпада с първия мач на Болтън в европейските клубни турнири. Това се оказва срещата с българския Локомотив Пловдив, която островитяни печелят с 2-1.
Наката дебютира за мъжкия национален отбор на Япония през май 1997 г. срещу Южна Корея. Ключова фигура за успеха на японския национален отбор, който се класира на световните финали през 1998 г. във Франция, като в плейофите срещу Иран изработва трите гола за японците. На Световното първенство в Южна Корея и Япония играе във всеки един мач за националния отбор и отбелязва гол срещу Тунис.
След края на Мондиал 2006 спира състезателната си кариера поради изгубен интерес към футбола.

## Отличия
- 1997: Азиатски футболист на годината.
- 1998: Азиатски футболист на годината.
- 2001: Шампион на Италия.
- 2004: ФИФА 100
- 2004: Носител на Купата на Италия.